# Lannervalk
De lannervalk (Falco biarmicus) is een langvleugelige, hoekige valk, die lijkt op een lichte, slanke slechtvalk. De lannervalk komt voor in Zuid-Europa, het Nabije Oosten en Afrika.

## Kenmerken

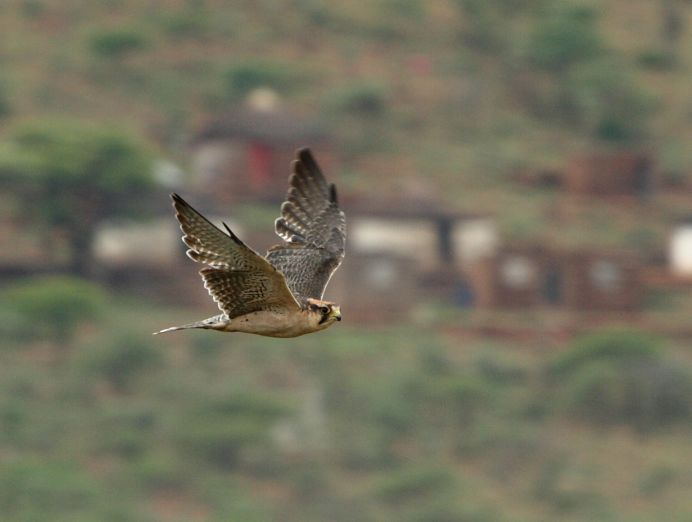
Lannervalk in vlucht

Deze vogel is 35 tot 50 cm lang, de spanwijdte is 90 tot 110 cm en hij weegt 700 tot 900 g.
De bovendelen zijn lichtgrijs met een zandkleurige kruin en een dunne mondstreep. De onderdelen zijn wit met fijne zwarte strepen. In de vlucht zorgen de witte slagpennen en de licht gestreepte dekveren onderaan voor een bleke indruk. Geen enkele middelgrote valk is zo bleek als de lannervalk.
Het geluid van deze vogel is een schril kie-kie-kie.

## Verspreiding en leefgebied
Er zijn vijf ondersoorten:
- F. b. feldeggii (Italië tot in Turkije, Azerbeidzjan en NW-Iran)
- F. b. erlangeri (NW-Afrika)
- F. b. tanypterus (NO-Afrika tot Arabië, Israël en Irak)
- F. b. abyssinicus (Z-Mauritanië tot Ethiopië en Somalië tot Z-Kameroen en N-Kenia)
- F. b. biarmicus (Congo-Kinshasa tot Z-Kenia tot in Zuid-Afrika)

De valk is standvogel maar maakt wel grote omzwervingen binnen het verspreidingsgebied.
Het leefgebied is zeer gevarieerd, soms droge halfwoestijnen en vlak gebied tot in berggebieden met afwisselend beboste hellingen en open terrein tot op 5000 m boven de zeespiegel. Het leefgebied vertoont overlap met dat van de slechtvalk, maar de lannervalk heeft dan een voorkeur voor de drogere gebieden. Zijn prooien zijn relatief kleine vogels zoals kwartels en duiven.

## Voortplanting
Zijn legsel bestaat uit 3-4 witte eieren met bruine vlekken op een richel van een klif of in een oud nest van een andere soort. Ze worden in 31-38 dagen door beide geslachten uitgebroed en de donzige, hulpeloze jongen vliegen na 45 dagen.

## Status
De lannervalk heeft een groot verspreidingsgebied en daardoor is de kans op de status kwetsbaar (voor uitsterven) zeer gering. De grootte van de populatie is niet gekwantificeerd, In Afrika neemt de populatie toe dankzij ontbossingen, waardoor meer open landschappen ontstaan. Ook het houden van scharrelkippen (waarop de valken jagen) is een voordeel. Om deze redenen staat de lannervalk als niet bedreigd op de Rode Lijst van de IUCN.
De populaties in Europa en het Nabije Oosten (F. b. feldeggii en F. b. tanypterus) zijn echter klein (300 paren) en lijden aan verlies door stroperij en vangst voor de valkerij.

## Voedsel
De lannervalk vangt zijn prooien tijdens zijn vlucht. Dit zijn veelal kleine wendbare vogels, zoals merels, maar ook vogels die enkele malen groter zijn dan de valk zelf, zoals fazanten en zandhoenders.